# Туигамала, Ва’айга
Ва’айга Леалуга «Инга» Туигамала MNZM (англ. Va'aiga Lealuga 'Inga' Tuigamala; 4 сентября 1969, Faleasiu, Аана — 24 февраля 2022, Окленд) — новозеландский и самоанский регбист, известный по выступлениям за сборные Новой Зеландии и Самоа по регби. Бронзовый призёр чемпионата мира по регби 1991 года в составе новозеландской сборной. Играл также в регбилиг и был звездой 1990-х годов в составе английского клуба «Уиган Уорриорз».

## Игровая карьера
Окончил среднюю мужскую школу Кельстон. Играл за команды «Понсонби» и «Окленд» на заре своей карьеры. В 1989 году дебютировал в составе сборной Новой Зеландии на позиции винга, в 1991 году провёл тест-матч против США, ставший первым официальным в его карьере. За сборную Новой Зеландии всего провёл 19 игр, набрав 21 очко и в составе этой команды завоевав бронзовые медали чемпионата мира 1991 года. Последнюю игру провёл в 1993 году.
С 1993 года Туигамала переключился на регбилиг и выступал в английской команде «Уиган Уорриорз». После выигранного в сезоне 1993/1994 Кубка Вызова он участвовал в Мировом клубном челлендже 1994 года, в котором его команда нанесла поражение австралийцам из «Брисбен Бронкоз» 20:14. В сезоне 1994/1995 он снова выиграл Кубок Вызова, а в 1995 году сыграл за сборную Самоа на чемпионате мира по регбилиг. В конце 1996 года, когда завершилось первенство Суперлиги, Туигамала попал в символическую сборную сезона на позицию центрового.
В 1996 году после того, как регби-15 стал профессиональным видом спорта, Туигамала вернулся из регбилиг обратно в регби-15 и стал игроком «Лондон Уоспс», выиграв Чемпионат Англии, а затем за 1 миллион фунтов стерлингов перешёл в «Ньюкасл Фэлконс», что стало неслыханной по тем временам сделкой. В своём третьем матче за «соколов» против «Моусли» он оформил хет-трик, а в сезоне 1998 благодаря выдающемуся выступлению в 16 играх помог клубу выиграть чемпионат Англии. В кубковом финале 2001 года он сыграл, решив перенести хирургическую операцию на руке. Его одноклубник Додди Уэйр называл Туигамалау лучшим регбистом мира.
С 1996 по 2001 года Туигамала провёл за сборную Самоа 23 игры, дебютировав матчем против Ирландии, и занёс три попытки. В 1999 году он сыграл на чемпионате мира за самоанскую команду. В 2002 году завершил игровую карьеру.

## Вне карьеры регби
Туигамала был кузеном боксёру-тяжеловесу Дэвиду Туа, а через него — дальним родственником актёру и рестлеру Дуэйну Джонсону и регбисту Тревору Леота. Долгое время был советником Туа по разным вопросам, в настоящее время является директором бюро ритуальных услуг «Tuigamala and Sons of Glendene», которое занималось похоронами тонганского короля Тауфа’ахау Тупоу IV.
Туигамала был верующим христианином: благодаря его моральной поддержке и силе убеждения английский регбист, чемпион мира 2003 года Джейсон Робинсон сумел излечиться от алкогольной зависимости. В 2008 году за развитие регби и заслуги перед обществом в День Рождения Королевы Туигамала был награждён Орденом заслуг Новой Зеландии
В октябре 2009 года Туигамала и Туа посетили Самоа, чтобы оказать всю возможную помощь пострадавшим от землетрясения и цунами, случившихся 29 сентября.
24 февраля 2022 года Туигамала умер в возрасте 52 лет.

## Стиль игры
Туигамала выступал на позиции центрового или крыльевого. Отличался большей физической крепостью по сравнению с другими вингами и обладал высокой скоростью; его физическая сила была полезной во многом в матчах по регбилиг. Получил прозвище «Вингер Инга» (англ. Inga the Winger), и именно под этим названием в 1993 году Боб Хоуитт издал его автобиографию.